# Мадагаскарский дневной геккон
Мадагаскарский дневной геккон, или зелёная фельзума (лат. Phelsuma madagascariensis) — вид гекконов из рода фельзум, обитающий на севере Мадагаскара и на некоторых близлежащих островах.

## Описание
Достигает длины 28—30,5 см. Основной фон окраски ярко-зелёный. Характерный признак — симметричные красные полосы, которые тянутся от ноздрей к глазам, продолжаясь кантом вокруг глаз с задней стороны. На верхней части головы обычно большое красное пятно, а на спине могут быть красные и коричнево-красные пятнышки, которые, сливаясь на середине спины, образуют несколько коротких поперечных полос. Наблюдается половой диморфизм — самцы крупнее самок, бедренные поры у них очень хорошо развиты.

## Экология
Живут в лесистых местностях с очень высокой влажностью. Почти всю жизнь проводят на деревьях. Активны днём. Рацион: питаются насекомыми, членистоногими, фруктами, нектаром и пыльцой. Размножение: это яйцекладущие гекконы. Половая зрелость наступает на 1 году жизни. Спаривание начинается зимой. Самка откладывает несколько яиц, в течение сезона делает 6 кладок. Через 50 дней появляются молодые фельзумы длиной 6 см. Продолжительность жизни до 10 лет.